# Batara fascié
Cymbilaimus lineatus
Espèce
Répartition géographique
Synonymes
- Lanius lineatus Leach, 1814[1] (désuet)

Statut de conservation UICN

 LC  : Préoccupation mineure
Le Batara fascié (Cymbilaimus lineatus) est une espèce de passereaux de la famille des Thamnophilidae.

## Répartition et sous-espèces
Selon la classification de référence du Congrès ornithologique international (15.1, 2025) il se répartit en trois sous-espèces :
- C. l. fasciatus Ridgway, 1884 — de l'est du Honduras à l'ouest de l'Équateur et le nord-ouest du Venezuela ;
- C. l. intermedius Hartert & Goodson (d), 1917 — Amazonie ;
- C. l. lineatus (Leach, 1814) — plateau des Guyanes.

## Nomenclature
Le nom valide complet (avec auteur) de ce taxon est Cymbilaimus lineatus (Leach, 1814).
L'espèce a été initialement classée dans le genre Lanius sous le protonyme Lanius lineatus Leach, 1814.
Ce taxon porte en français le nom vernaculaire ou normalisé suivant : Batara fascié,.